# Oclusiva linguolabial sonora
La consonante oclusiva linguolabial sonora es un tipo de sonido consonántico presente en algunas lenguas orales. Los símbolos en el Alfabeto Fonético Internacional que representan este sonido son ⟨d̼⟩ o ⟨b̺⟩.

## Características
Características de la oclusiva linguolabial sorda:
- Su modo de articulación es oclusiva, lo que significa que es producida obstruyendo el aire en el tracto vocal.
- Su punto de articulación es linguolabial, lo que significa que es articulada con el ápice de la lengua y el labio superior.
- Su fonación es sonora, lo que significa que las cuerdas vocales vibran durante la articulación.
- Es una consonante oral, lo que significa que el aire escapa por la boca y no por la nariz.
- El mecanismo de la corriente de aire es pulmonar, lo que significa que se articula empujando el aire únicamente con los pulmones y el diafragma, como ocurre con la mayoría de los sonidos.

## Ocurrencia
| Idioma | Idioma          | Palabra | AFI      | Significado | Notas |
| ------ | --------------- | ------- | -------- | ----------- | ----- |
| Bijago | Dialecto kajoko |         | [nɔ̀d̼ɔ́ːɡ] | 'piedra'    |       |

La linguolabial en Bijago es comúnmente pronunciada como una vibrante simple linguolabial [ɾ̼].